# Trichordestra prodeniformis
Trichordestra prodeniformis là một loài bướm đêm trong họ Noctuidae.